# تیفون تمبین
تیفون تمبین (انگلیسی:Typhoon Tembin (2017)) تیفونی بود که در روز جمعه ۲۲ دسامبر در مجمع الجزایر میندانائو در جنوب فیلیپین باعث کشته شدن بیش از ۲۰۰ نفر و زخمی شدن ده‌ها تن شد.

## شرح واقعه
به گفته مرکز هواشناسی منطقه، تیفون تمبین با سرعت ۸۰ کیلومتر در ساعت از جنوب غربی فیلیپین دریای سولو شروع شده و روز دوشنبه ۲۵ دسامبر ۲۰۱۷ به‌طور کامل از این کشور عبور خواهد کرد، این تندباد در مجمع الجزایرمیندانائو باعث ایجاد سیل گل ولای و رانش زمین شده و تعدادی از روستاهای کشاورزی این منطقه که مدفون شده‌اند را دربرگرفته است.

## تلفات و خسارات
طبق گزارش‌ها تاکنون بیش از ۲۰۰ نفر کشته شده‌اند که ۳۹ کشته در استان لانائو شمالی، ۳۰ کشته در استان زامبوانگا شمالی، سه نفر در بوکیدنون، ۶ تن در سالوگو و ۷ نفر در لانائوی جنوبی بوده‌است.
تعداد زخمی‌ها نیز به ده‌ها نفر می‌رسد.
طبق گفته پلیس بیش از ۱۶۰ نفر نیز مفقود شده‌اند.
۷۰۰۰۰ نفر بی‌خانمان شده و به مناطق دیگر منتقل شدند.
برق و خطوط ارتباطی به روستاهای این منطقه قطع شده‌است به همین دلیل کسب اطلاعات از وضعیت این روستاها برای مقامات دولتی مشکل شده‌است.
دو شهر پیاگاپو و توبود شدیدترین آسیب‌ها را دیده و بسیاری از خانه‌ها به دلیل برخورد تخته‌سنگ‌ها تخریب شده‌اند.

## اقدامات
امدادگران، سربازان ارتش، پلیس و داوطلبان برای یافتن نجات یافتگان این تندباد و سیل و همچنین برقرار کردن خطوط ارتباطی به منطقه اعزام شدند.

## پیشینه
در ۱۷ دسامبر ۲۰۱۷، بر اثر طوفان دیگری ۴۶ نفر جان خود را از دست داده‌اند و در سال ۲۰۱۳ نیز طوفان سهمگین هایان جان ۸۰۰۰ نفر را گرفت و ۲۰۰ هزار خانوار را بی‌خانمان کرد.